# 安溪瓷窑址
安溪瓷窑址，位于中国福建省安溪县，为一个省级文物保护单位，类型为古文化遗址，为第二批福建省文物保护单位，公布时间为1985年10月11日。
安溪瓷窑址的历史年代为宋～清。